# 스캔라인 인터리브
스캔라인 인터리브(Scan-Line Interleave, SLI)는 3DFX가 개발한 다중 GPU 방식으로, 두 개(또는 그 이상)의 비디오 카드나 칩을 연결하여 단일 출력을 생성한다. 이는 컴퓨터 그래픽스를 위한 병렬 컴퓨팅의 응용으로, 그래픽 처리에 사용 가능한 처리 능력을 높이기 위한 것이다.
3DFX의 SLI 기술은 1998년 부두2 그래픽 가속기 라인과 함께 처음 소개되었다. 오리지널 부두 그래픽스 카드와 VSA-100 또한 SLI를 지원했다. 하지만 전자의 경우 아케이드에서만 사용되었고, Primary Image의 Piranha 카드를 통해 전문가용 애플리케이션에서도 사용되었는데, 이는 OpenGL, Glide 또는 Primary Image 자체의 Tempest API와 같은 다양한 그래픽 API를 사용하는 시뮬레이션용이었다. 특히 멀티젠 오픈플라이트 포맷(MultiGen OpenFlight Format)에 대한 지원이 특별히 광고되었다.
엔비디아는 2004년에 SLI 약어를 스케일러블 링크 인터페이스로 다시 도입했다. 엔비디아의 SLI는 3DFX의 SLI에 비해 PCI 익스프레스 버스를 통해 연결된 그래픽 카드를 사용하도록 현대화되었다.

## 기능

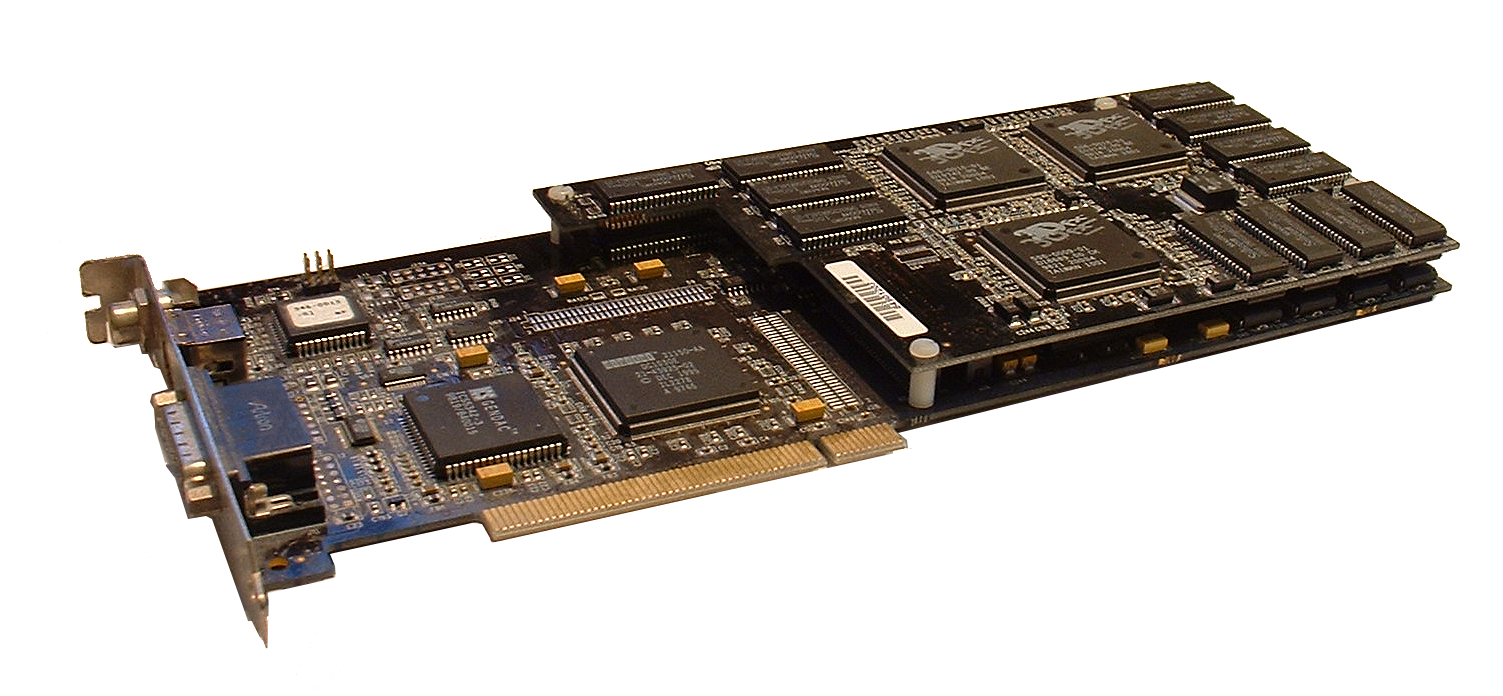
두 개의 부두2 보드를 SLI 구성으로 결합한 Quantum3D의 단일 PCI 비디오 카드

3DFX의 SLI 설계는 소비자 PC 시장에서 두 비디오 카드의 렌더링 파워를 결합하려는 첫 시도였다. 두 3DFX 카드는 PC 내부의 작은 리본 케이블로 연결되었다. 이 케이블은 카드들 간에 그래픽 및 동기화 정보를 공유했다. 각 3DFX 카드는 프레임을 구성하는 픽셀의 교차하는 가로줄을 렌더링했다.

## 같이 보기
- 스케일러블 링크 인터페이스 - 엔비디아
- AMD 크로스파이어X - AMD